# セルゲイ・スロニムスキー
セルゲイ・ミハイロヴィチ・スロニムスキー(ロシア語: Серге́й Миха́йлович Слони́мский；英語: Sergei Mikhailovich Slonimsky), 1932年8月12日 レニングラード - 2020年2月9日 サンクトペテルブルク）は、ロシアの作曲家・ピアニスト・音楽学者。

## 略歴
1932年レニングラード生まれ。モスクワで1943年から1950年まで音楽を学び、この間ボリス・アラポフやヴィッサリオン・シェバリーン、オレスト・イェフラホフに作曲を、ニコライ・ウスペンスキーに対位法を、アンナ・アルトボレフスカヤとサマリ・サフシンスキーにピアノを師事。
1950年からレニングラード音楽院の教員となり、同音楽院がペテルブルク音楽院に改称されてからも教授を務めている。また、欧米や南米、中国、韓国からの留学生の受け入れにも積極的である。

## 作風
20世紀末から大規模作品を連作して生み出すようになり、5つのオペラ、2つのバレエ音楽、34の交響曲（第27番はミヤスコフスキーの思い出に捧げられている）、各種の室内楽・声楽曲・合唱曲・劇場音楽・映画音楽がある。また、《チェロ協奏曲》やピアノと管弦楽のための《ユダヤ狂詩曲》などがある。交響曲の数は最終的に先人ニコライ・ミャスコフスキーを超えた。
ジャズや新ロマン主義様式を採用するなど、非常に折衷的な作風を採るが、国民楽派的な作曲様式を十二音技法と結びつけたり、新しい記譜法を試みるなどの実験的な要素も見られる。
サンクトペテルブルクのコンポジートル社（作曲家社）から、70冊以上のスコアが出版されている。

## 家族・親族
- 父：作家のミハイル・スロニムスキー。
- 伯父：作曲家のニコラス・スロニムスキー。